# 長泰街
長泰街是臺灣臺北市萬華區的道路之一，起點為東北方接萬青街，終點為西南方長泰街316巷。是以中國大陸福建省漳州市長泰縣命名的道路。
日治時期，本街在萬大路以東稱八張犁，以西為堀仔頭。戰後初編為巷道，1959年(民國48)，長泰街門牌初編 ，但西南端只到今東園街派出所。1972年起，南萬華地區實施「巷清計畫」。原東園街上的小巷弄逐一拓寬，並升格為街，亦今仍能見到當時部分房舍因拓寬而切除的痕跡，長泰街向西南延伸。1975年，隨著青年公園興建完成，台北市政府在附近廣興國宅，今長泰街於東園街以西亦同時大興民宅。

## 沿線設施
- 廣照宮
- 臺北市政府警察局萬華分局東園街派出所 （页面存档备份，存于）